# Ferdinand Willaert
Pour les articles homonymes, voir Willaert.
Ferdinand Willaert (1861-1939) est un peintre belge de portraits, de paysages, de vues de ville et de scènes exotiques. Ses œuvres montrent une évolution vers le postimpressionnisme.

## Biographie
Ferdinand Willaert est né le 15 janvier 1861 à Gand en Belgique. Son père Charles-Louis était un peintre, spécialisé en portraits et compositions religieuses. Deux de ses frères (d'une fratrie de 13 !), Arthur (1875-1942) et Robert (1878-1949), étaient également peintres ; Arthur peignait des marines et Robert des chiens.
Après des études secondaires et avoir reçu une formation de décorateur, il entre à l'Académie royale des beaux-arts de Gand. Son mentor était Théodore Canneel. En 1884 il devient lui-même professeur à l'Académie.

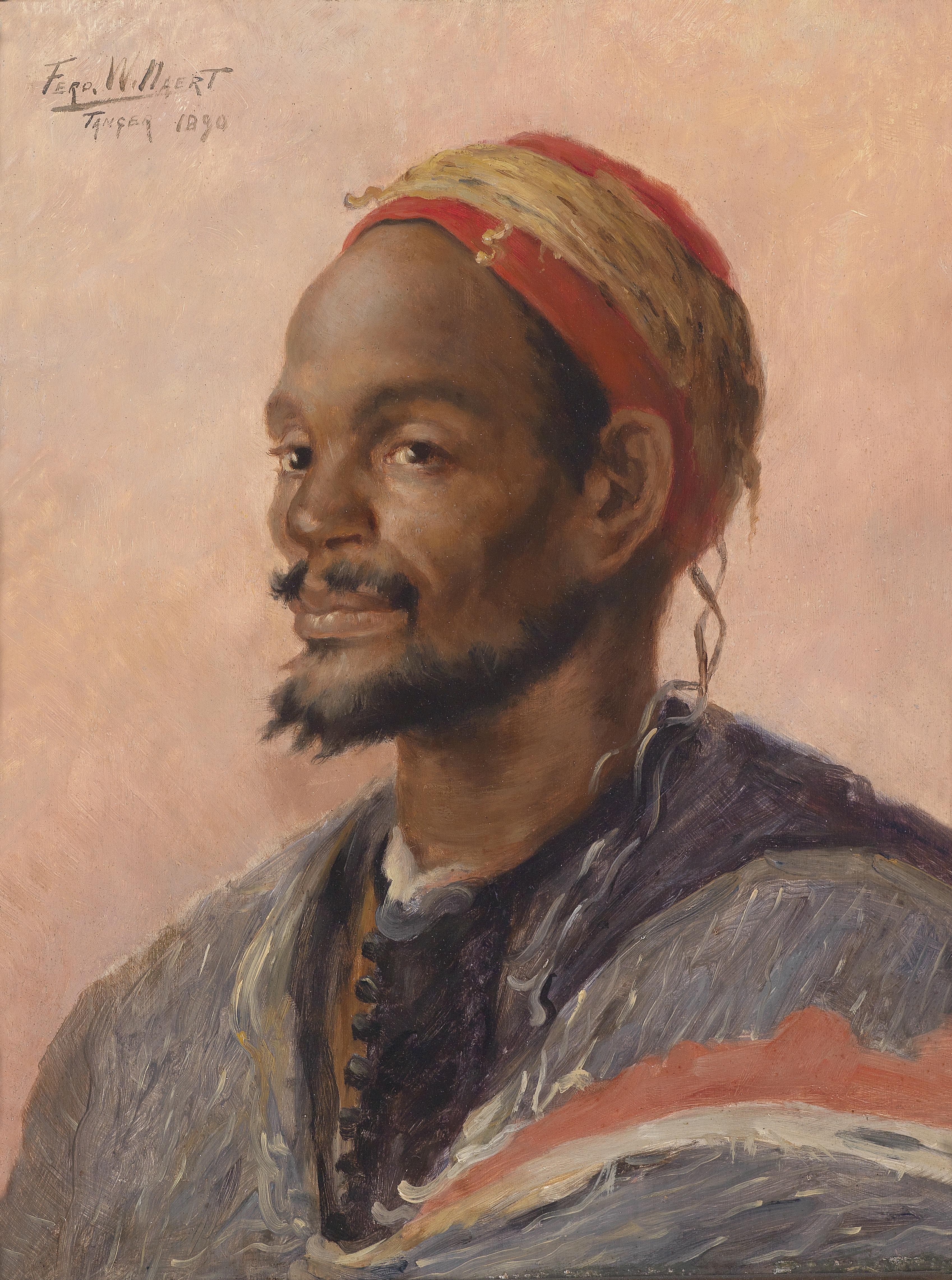
Homme de Tanger, 1890
Collection privée

De 1887 à 1890 il étudie à l'Académie des Beaux-Arts de Paris, puis entre 1890 et 1892 voyage au Maroc avec ses amis Albert Lebourg, Henri Van Melle et Ignacio Zuloaga. Dès son retour, il expose ses tableaux de Tanger au « (Cercle artistique et littéraire de Gand (nl) ». L'exposition marqua le début de sa renommée.
En 1893, il devient directeur de l’Académie des beaux-arts de Termonde jusqu'à sa retraite en 1936. Il habite Drabstraat, à Gand, mais, en tant que directeur, il a un appartement de fonction à Termonde où il travaille pendant la semaine.
Il fait partie de nombreuses sociétés artistiques à Paris telles que la Société des artistes français, la Société nationale des beaux-arts, aussi connue comme le Salon du Champ-de-Mars, et la Société du Salon d'Automne, et il y expose chaque année, de 1890 à 1938. Il a reçu des honneurs à l'Exposition de Bordeaux en 1895, à l'Exposition universelle de 1900.
De 1899 à 1908 en Belgique, il fait partie de la Société royale des beaux-arts à Bruxelles, et est associé à l'organisation des salons d'Anvers, de Bruxelles, de Gand, Liège, Namur, Ostende et Tournai.
Il est élevé chevalier de l'ordre de la Couronne 19 mars 1903
À l'Exposition universelle de 1904 de Saint-Louis : il a présenté : L'Ancien béguinage de Gand ; Vieux canal de Gand et Femme flamande en train de coudre. Cette même année, il rejoint le cecle luministe Vie et Lumière.
Après le décès de sa première femme en 1904, il épouse en 1908 la peintre Valentine Fontan (nl) (1882-1932), fille du peintre Joseph-Auguste Fontan, qu'il avait rencontré à Paris. Valentine Willaert a donné naissance à une fille, Marguerite, en 1918. Après son mariage avec Valentine, il passe chaque été dans la résidence de son beau-père à Magnan où toute la famille peint.

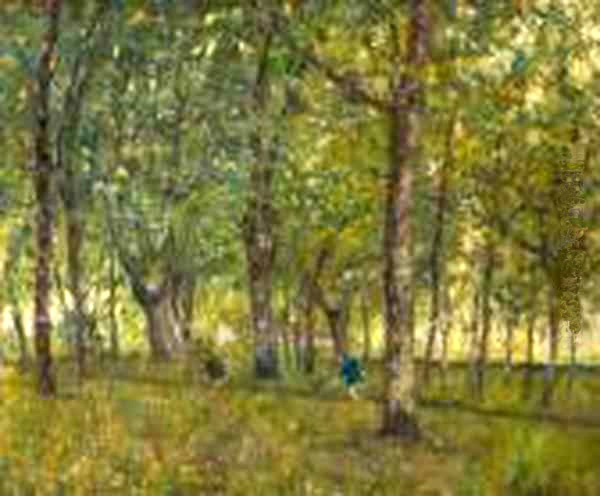
Dans le bosquet, 1913
Collection privée

En 1912 il réside pendant trois mois dans la ville de Veere (Pays-Bas). Il voyage en Espagne en 1913 et en 1914 en Suisse. Pendant la première guerre mondiale, il reste à Gand où il peint les paysages et les châteaux de Destelbergen et de Mariakerke.
Il a été élevé officier de l'ordre de Léopold.
Il est mort en 1938 et enterré dans le caveau familial du Campo Santo de Mont-Saint-Amand, à Gand.

## Distinctions
- Chevalier de l'ordre de Léopold (19 mars 1903)[5].
- Chevalier de l'ordre de la Couronne le 23 avril 1926[6].

## Œuvre
Ses scènes exotiques de Tanger et des environs remportèrent un vif succès auprès du public. De retour en Belgique, il est inspiré par les aspects pittoresques des villes flamandes, les canaux et les béguinages (Gand, Malines, Termonde, Audenarde). Peintre de l'école de Termonde, il est célèbre pour ses évocations atmosphériques des saisons. Sous l'influence de l'impressionnisme, il pratique la peinture de plein air, sa palette s'éclaircit et la touche devint plus souple. Il sait combiner un coloris et une facture impressionnistes à un sens aigu de l'observation. La plupart de ses toiles sont terminées dans l'atelier.
 (août 2018).
- La Chauve-souris, 1860, huile sur panneau, 105 × 143 cm, Musée des Beaux-Arts de Gand[7].
- Les Vendeurs de pommes aux chiens, 1884, huile sur toile, 140 × 190 cm, Collection privée, Vente Campo & Campo 2015[8]
- Homme de Tanger, 1890, huile sur panneau, 37 × 25 cm, Collection privée, Vente De Vuyst 2017[9]
- Marché à Tanger, 1890, huile sur toile, 45 × 57 cm, Musées royaux des Beaux-Arts de Belgique, Bruxelles[10]
- Femmes marocaines, huile sur toile, 23 × 29 cm, Collection privée, Vente Galerie Moderne 2015[11]
- Entrée du béguinage à Gand (l'hiver), vers 1896, huile sur toile, 98 × 130 cm, Musée d'Orsay, Paris[12]
- La Lys au Coès à Gand, 1897, huile sur toile, 116 × 86 cm, Musée des Beaux-Arts de Pau[13]
- Le Tichelrei à Gand, vers 1901, huile sur toile, 117 × 86 cm, Collection privée, Vente De Vuyst 2008[14]
- Dans le bosquet, 1913, huile sur toile, 54 × 65 cm, Collection privée, Vente De Vuyst 2011[15]

Œuvres référencées et datées
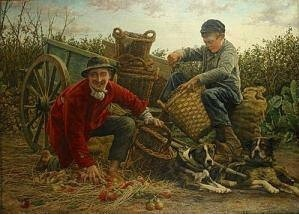
Les Vendeurs de pommes aux chiens, 1884 Collection privée
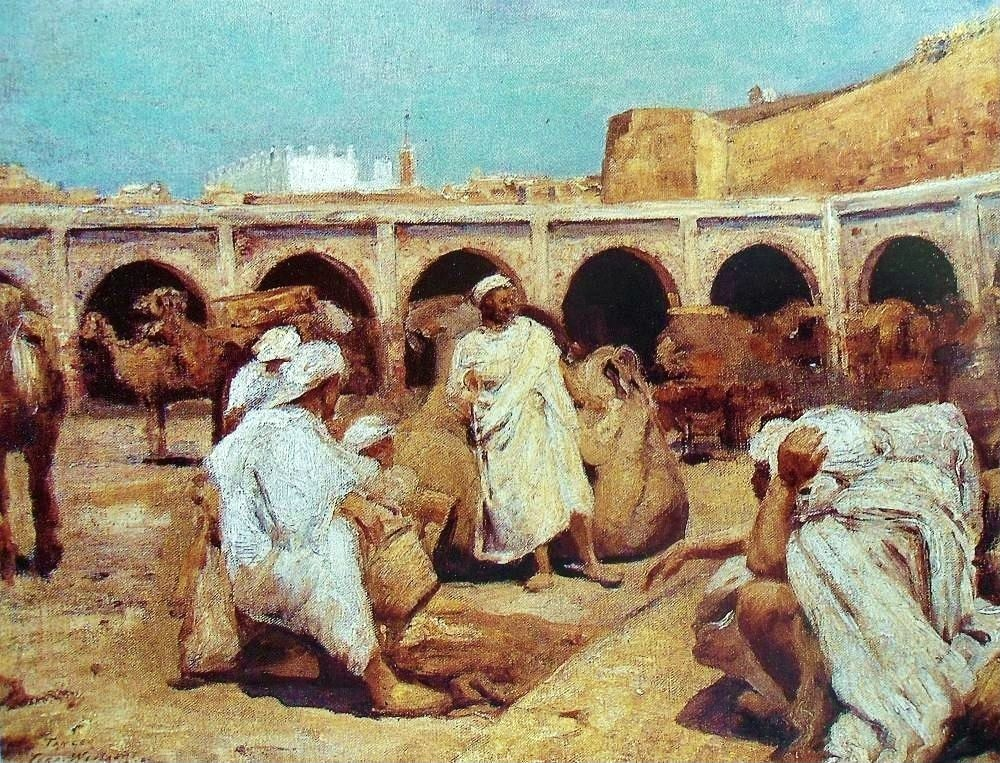
Marché à Tanger, 1890 Musées royaux des Beaux-Arts de Belgique
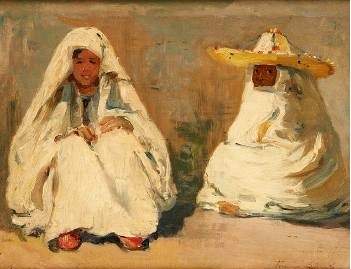
Femmes marocaines Collection privée
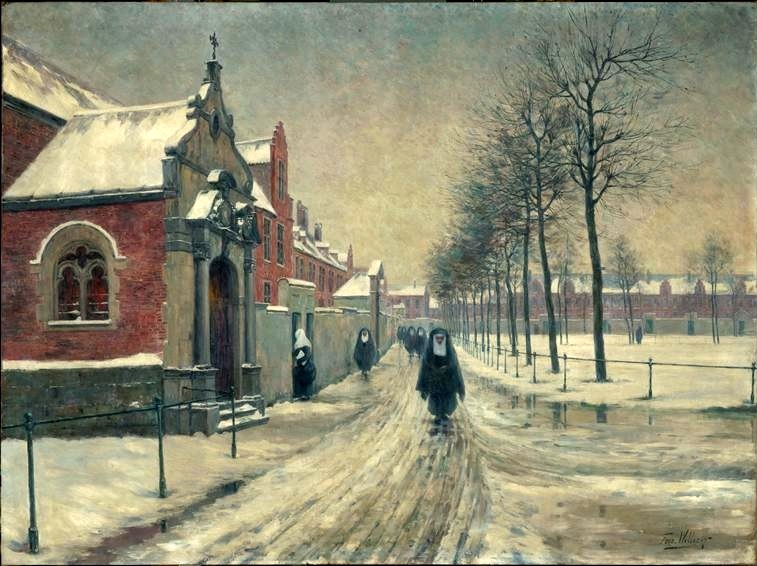
Entrée du béguinage à Gand (l'hiver), vers 1896 Musée d'Orsay, Paris
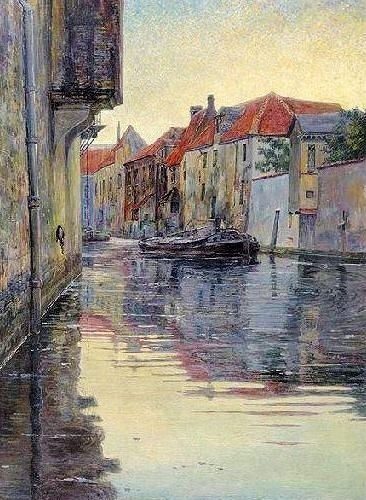
La Lys au Coès à Gand, 1897 Musée des Beaux-Arts de Pau
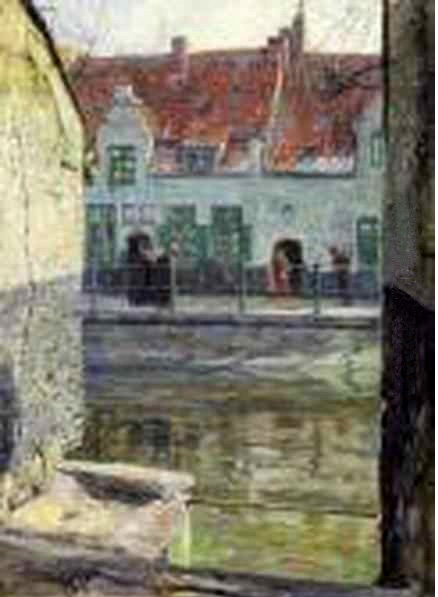
Le Tichelrei à Gand, vers 1901 Collection privée

Autres Œuvres dans les Musées royaux des Beaux-Arts de Belgique, Bruxelles
- Portrait de Marguerite, fille de l'artiste (1920)
- Arcades à Tanger II
- Bras de l'Escaut (?) avec vue sur la ville de Gand
- Dans l'atelier de Ferdinand Willaert et Valentine Fontan
- En famille. Le goûter sous les chênes à Crémens
- Enfants de chœur de l'église Saint-Michel à Gand
- Fin d'après-midi à Crémens
- La Paysanne à la bassine
- La Saison des ceps en Armagnac
- Le Café sur la terrasse à Houga (Gers)
- Le Calvaire au béguinage de Termonde II
- Le Vieil Escaut à Audenarde
- Orage sur le Quai au Bois à Gand
- Pêcheurs attendant la marée
- Portrait d'Augustin Fontan, beau-père de l'artiste
- Portrait de la mère de l'artiste
- Portrait de Marguerite, fille de l'artiste
- Quai au Blé à Gand

Dates non référencées
- La Jeune mère, huile sur toile, 171 × 101 cm, Collection privée[17]
- Jeune joueur de cornemuse, huile sur toile, 103 × 81 cm, Collection privée, Vente Bernaerts 2021[18]
- Quai Saint-Antoine à Gand, huile sur toile, 98 × 131 cm, Musée des Beaux-Arts de Gand[19]
- Pêcheur sur la Oude Houtlei [Vieux quai au Bois] à Gand, huile sur toile, 117 × 172 cm, Musée des Beaux-Arts de Gand[20]
- Sur la Lys à Gand, huile sur toile, 101 × 74 cm, Collection privée, Vente De Vuyst 2017[9]
- Quai du Marais à Gand le soir, huile sur toile, 74 × 100 cm, Collection privée, Vente De Vuyst 2017[9]
- Vue du béguinage enneigé, huile sur toile, 78 × 46 cm, Collection privée, Vente De Vuyst 2017[9]
- Enfant dans l’embrasure de la porte ensoleillée, huile sur toile, 54 × 65 cm, Collection privée, Vente Horta 2017[21]
- Marchande de fruits, Quai aux Herbes, Gand, huile sur toile, 75 × 100 cm, Collection privée, Vente De Vuyst 2013[22]
- Canal ensoleillé, huile sur toile, 46 × 38 cm, Collection privée, Vente Horta 2013[23]
- Bords de canal enneigé, huile sur panneau, 16 × 24 cm, Collection privée, Vente Horta 2012[24]
- Beguinage a Gand l'hiver, pastel sur papier marouflé sur toile, 83 × 63 cm, Collection privée, Vente De Vuyst 2010[25]
- Deuil en Gascogne, huile sur toile, 132 × 99 cm, Collection privée, Vente Bernaerts 2010[26]
- Vue de mon jardin (France), huile sur toile, 46 × 60 cm, Collection privée, Vente De Vuyst 2012[27]
- Nature morte dans un intérieur japonisant, huile sur toile, 60 × 72 cm, Collection privée, Vente Bernaerts 2012[28]
- Au béguinage, huile sur toile, 38 × 47 cm, Collection privée, Vente De Vuyst 2010[29]

Dates non référencées
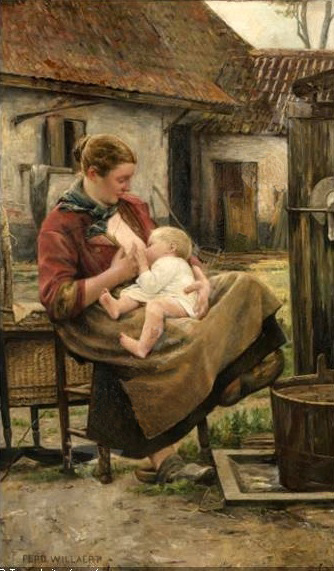
La Jeune mère Collection privée
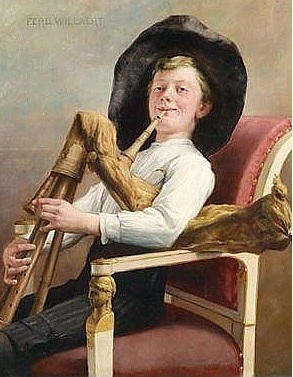
Jeune joueur de cornemuse Collection privée
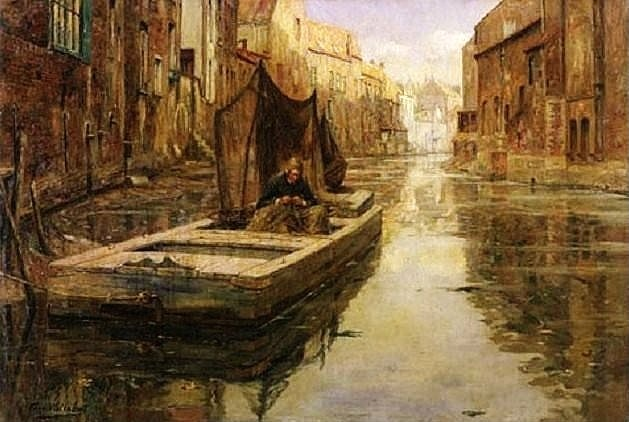
Pêcheur sur la Oude Houtlei Musée des Beaux-Arts de Gand
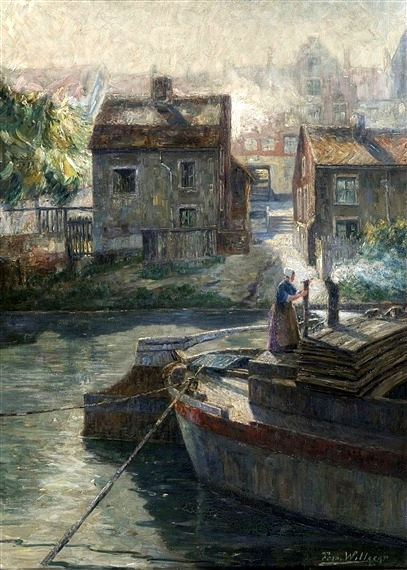
Sur la Lys à Gand Collection privée
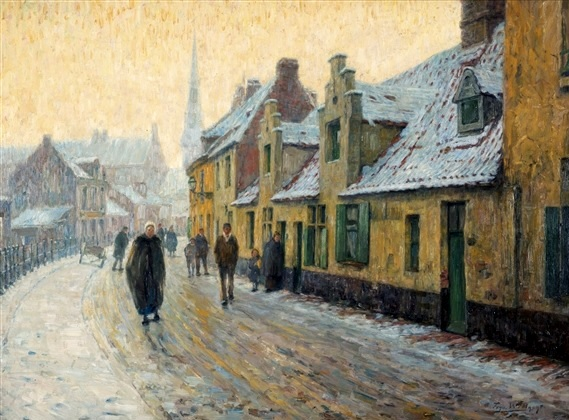
Quai du Marais à Gand le soir Collection privée
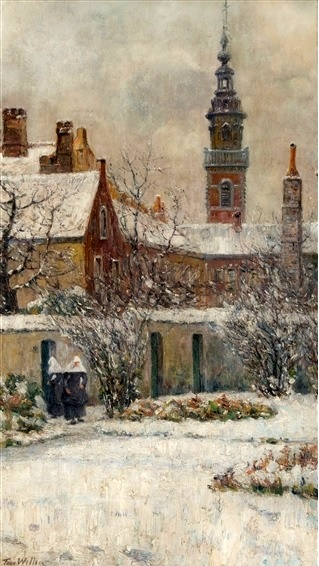
Vue du béguinage enneigé Collection privée
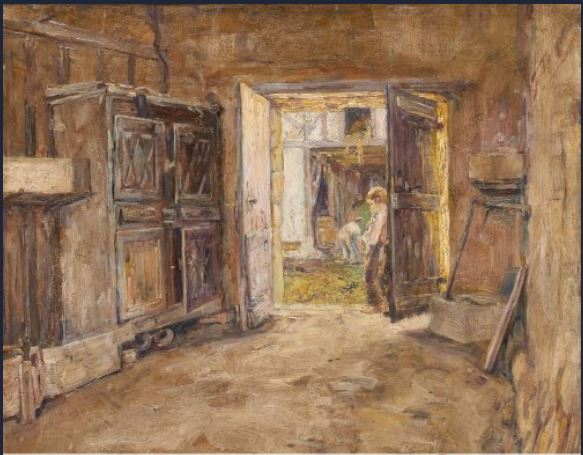
Enfant dans l’embrasure de la porte ensoleillée Collection privée
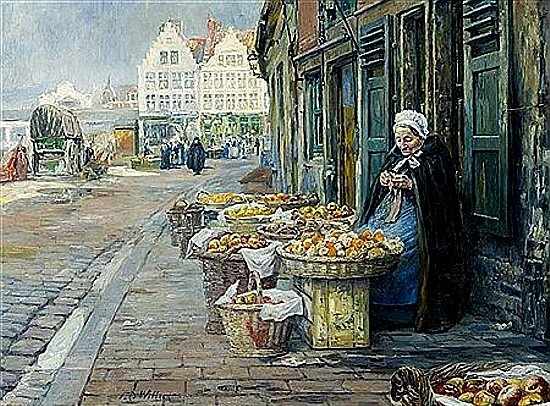
Marchande de fruits, Quai aux Herbes, Gand Collection privée
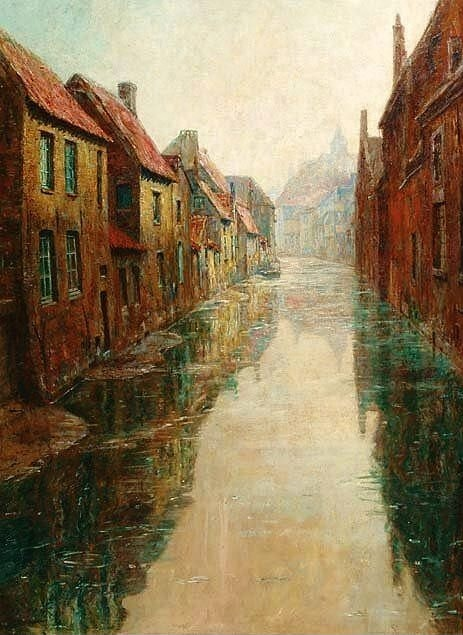
Canal ensoleillé Collection privée
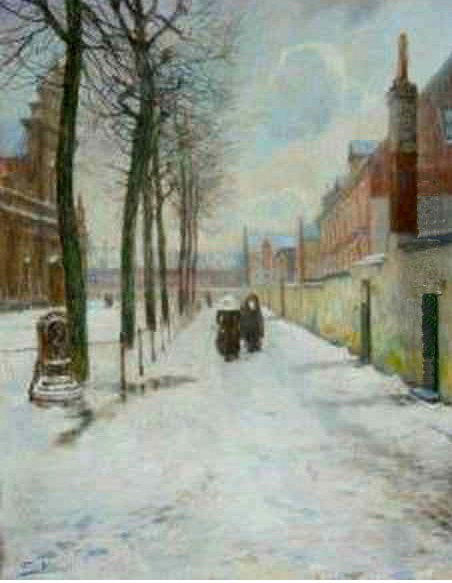
Beguinage a Gand l'hiver , pastel Collection privée
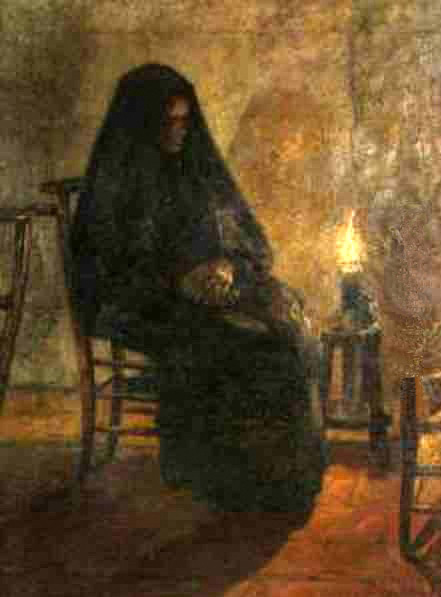
Deuil en Gascogne Collection privée
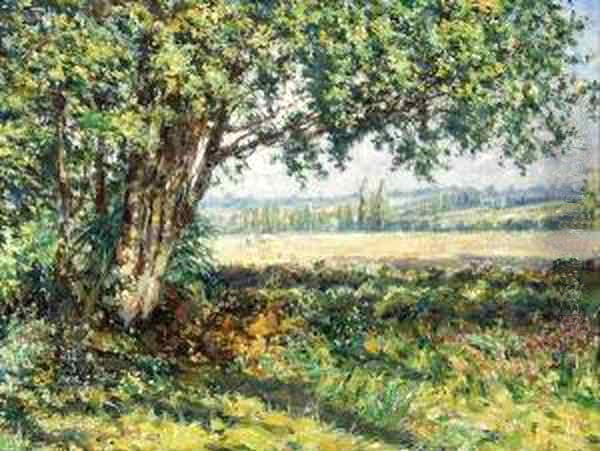
Vue de mon jardin (France) Collection privée
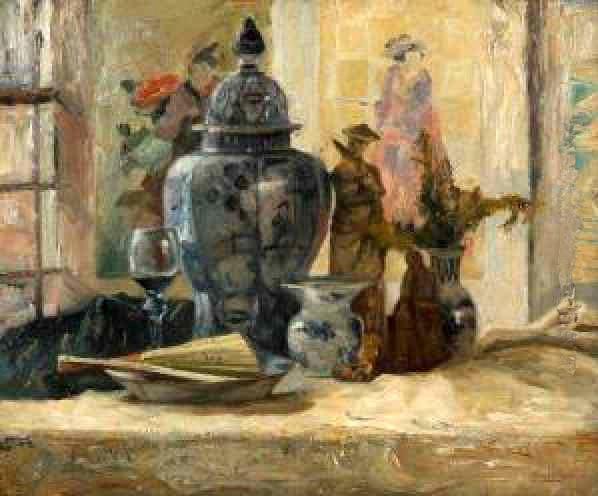
Nature morte dans un intérieur japonisant Collection privée
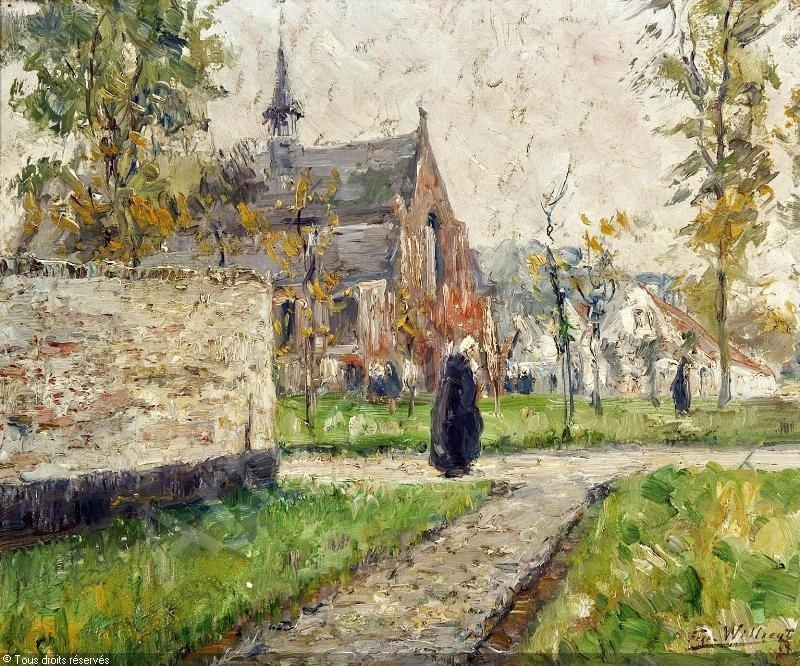
Au béguinage Collection privée
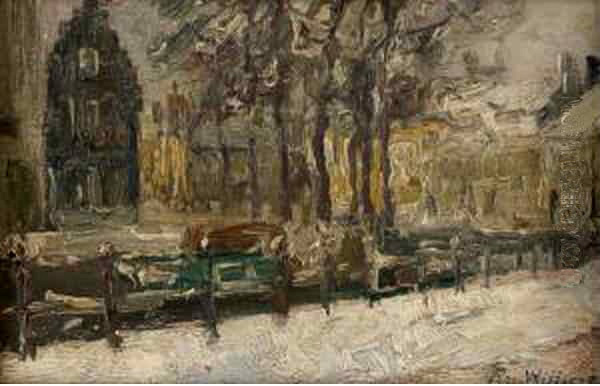
Bords de canal enneigé Collection privée

## Postérité
Des expositions rétrospectives de ses œuvres ont eu lieu à :
- Musée de Deinze et du Pays de la Lys à Deinze (4-10 au 1-12 1986)[30]
- Stedelijk Museum in Sint-Niklaas (1989)[31]
- Musées royaux  des Beaux-Arts de Belgique à Bruxelles (30 mars au 30 avril 1994)[32].

## Images à référencer

Maroc à référencer
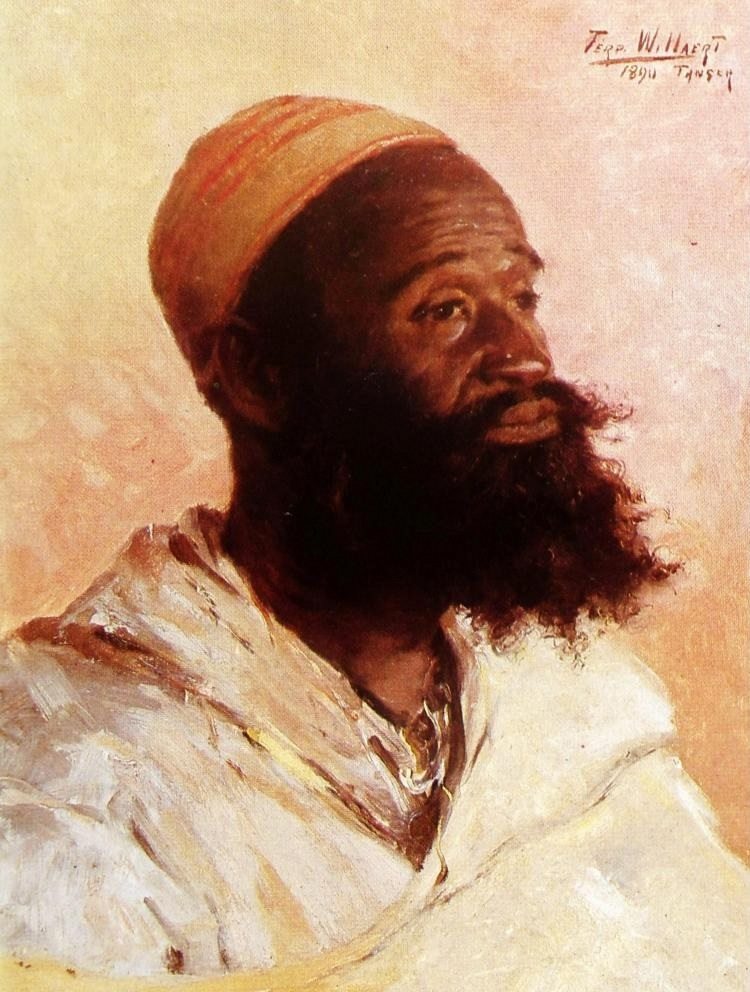
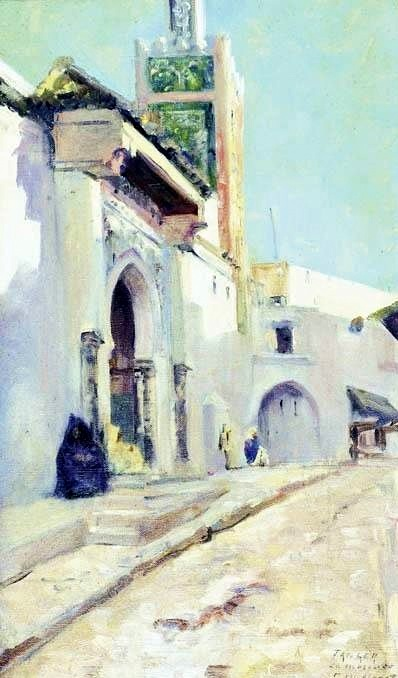

Gand à référencer
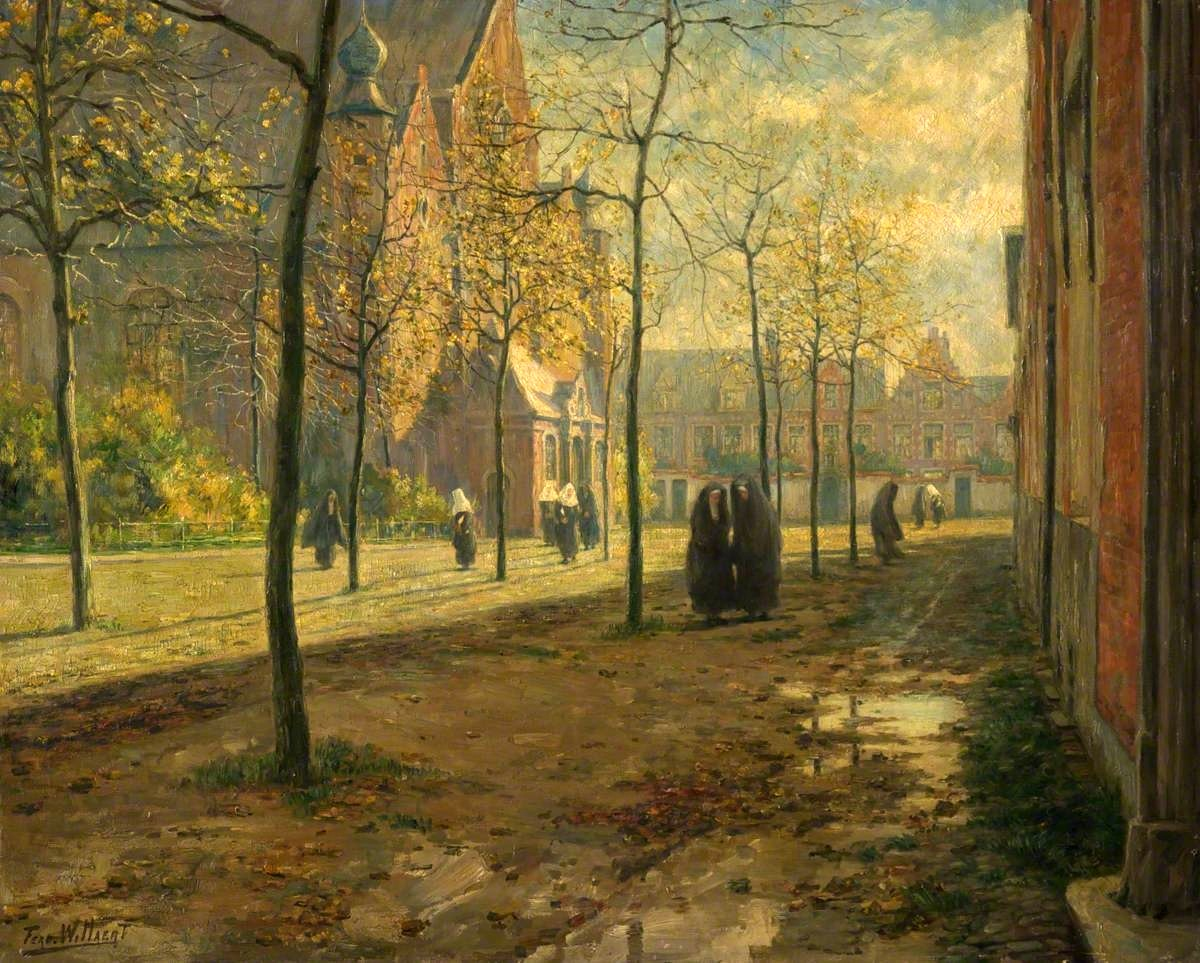
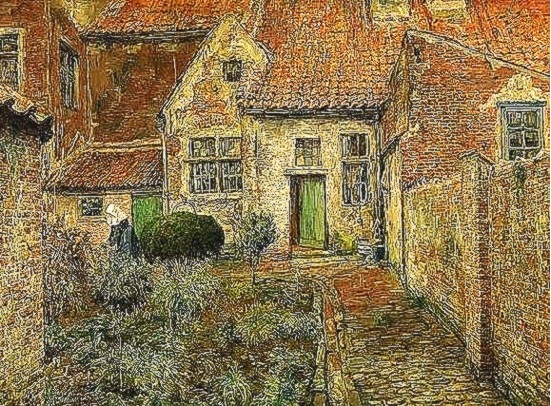
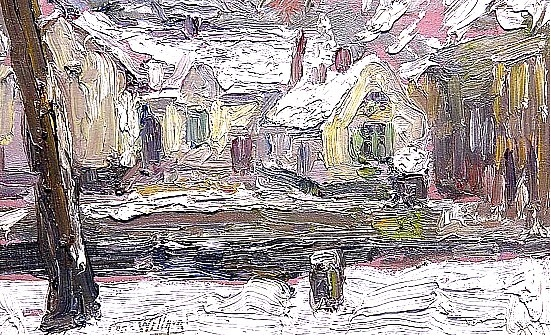
Vue sur Bijlokekai, Gand (1898)
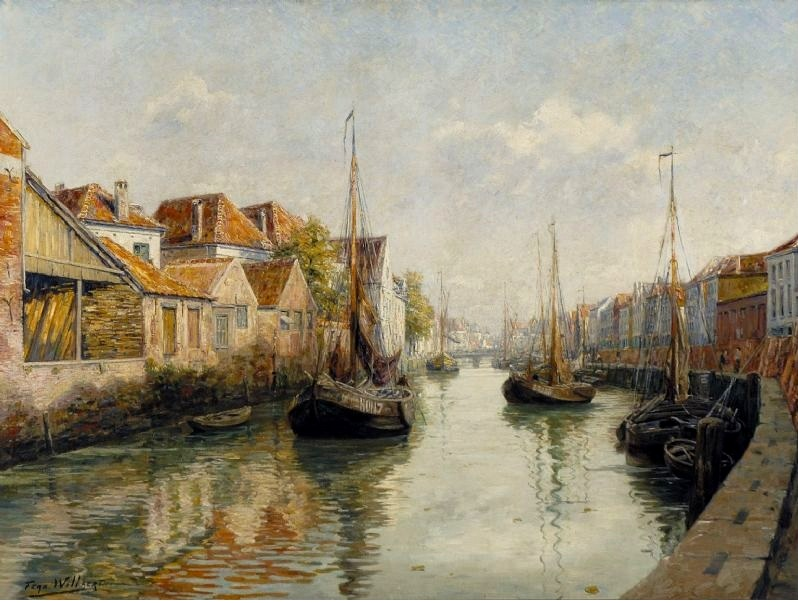
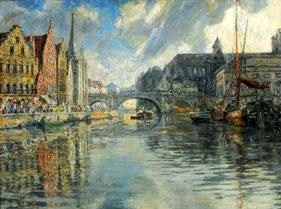
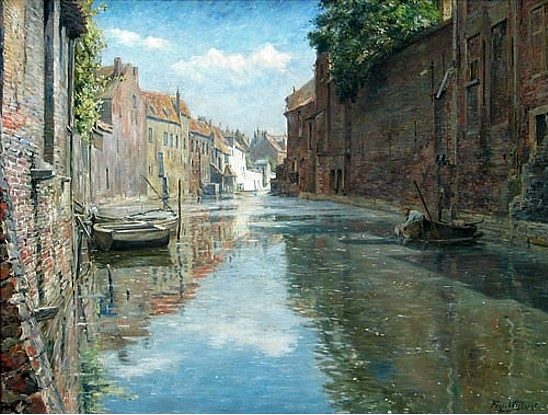
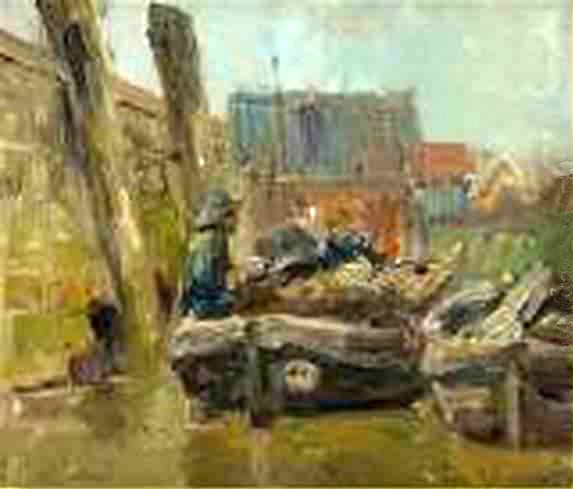
Pêcheur sur sa barque
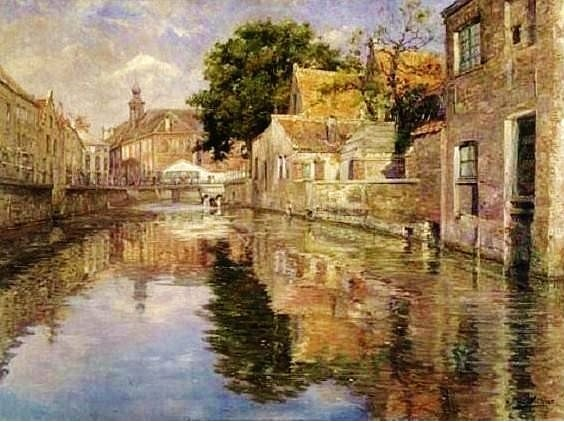
Canal St-Anthony
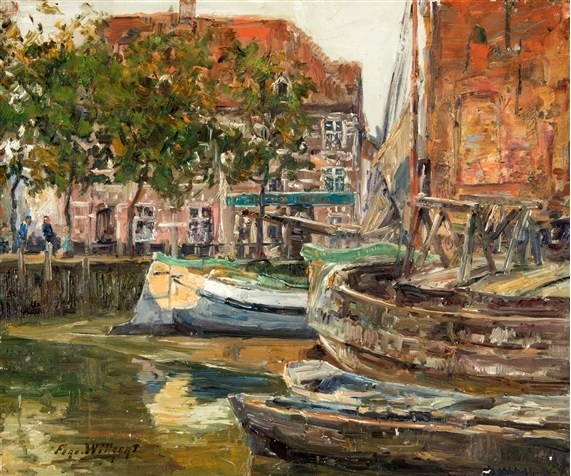
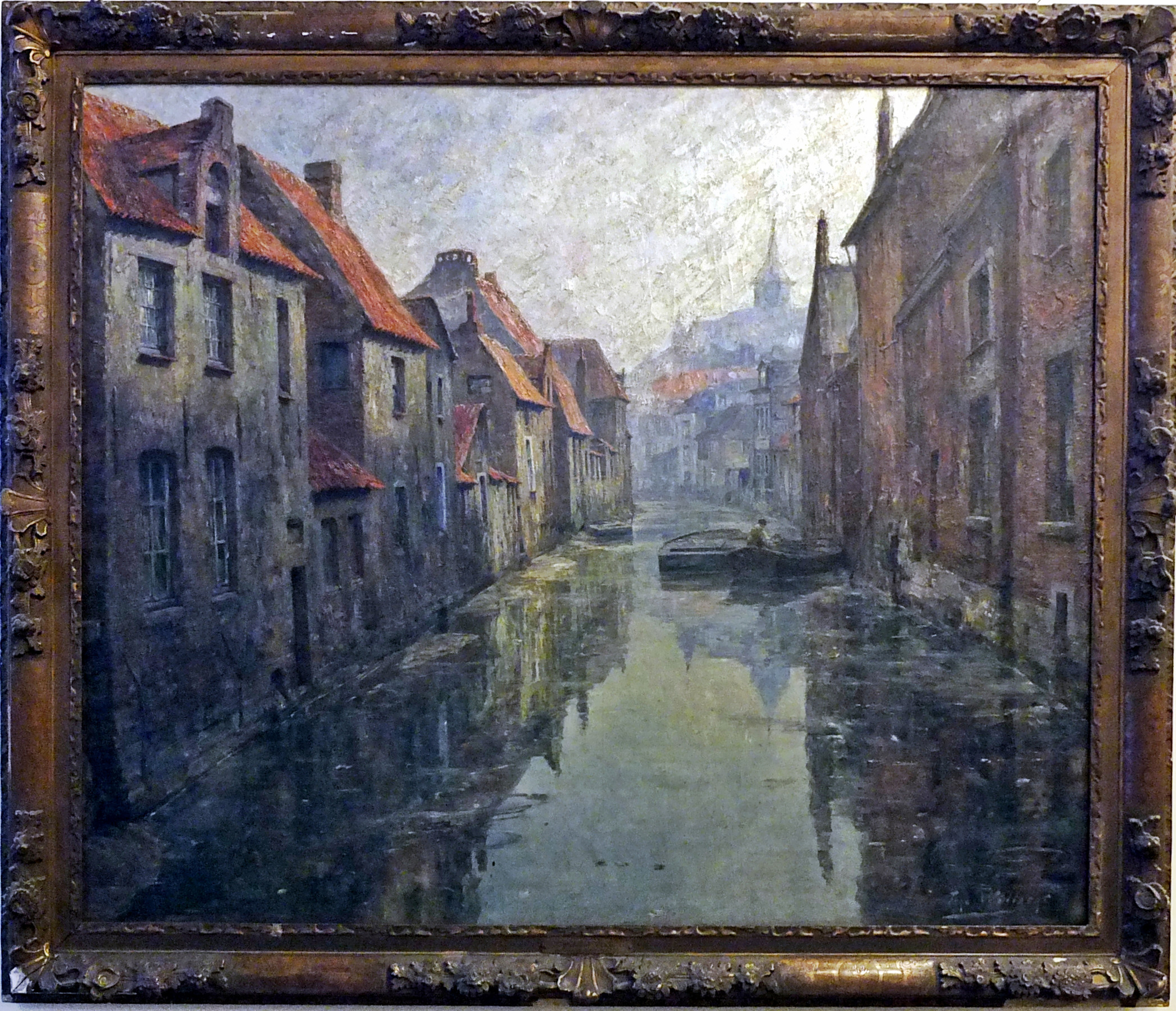
Hôtel de ville, Gand
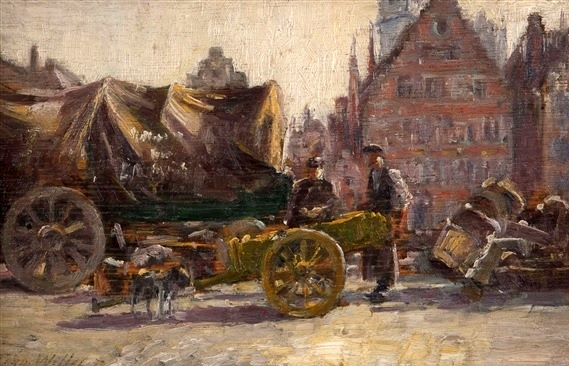
Quai au Blé à Gand

PERSONNAGES à référencer
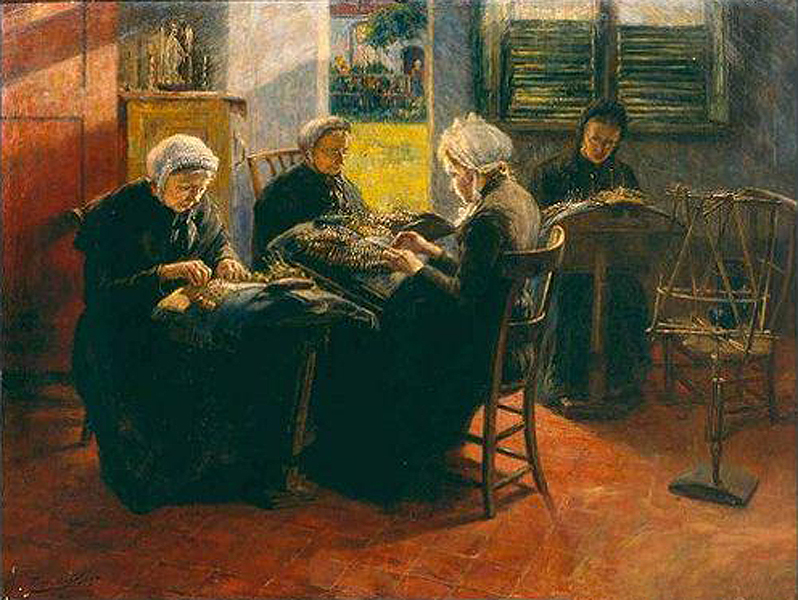
Les Dentelières
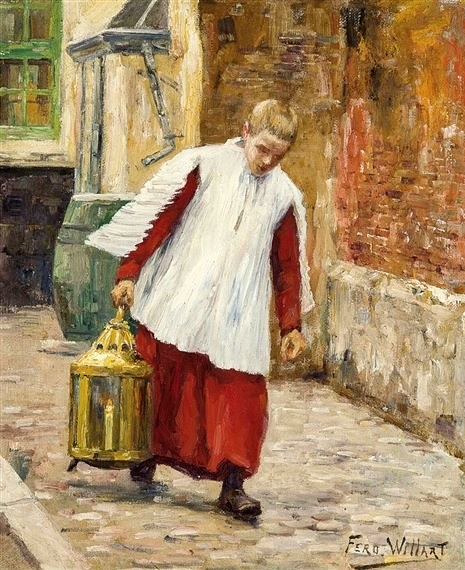
Garçon de chœur
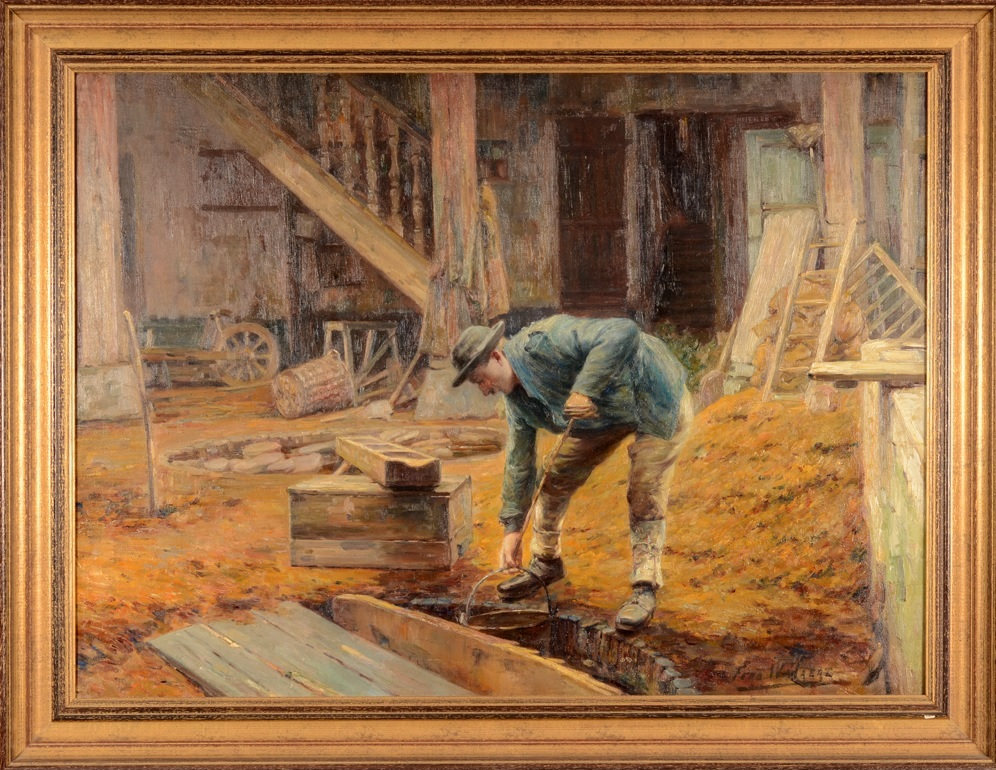
Le tanneur
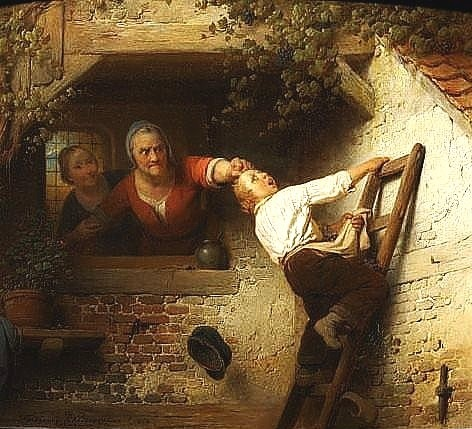
Voleur de raisin

PAYSAGES et nature morte à référencer
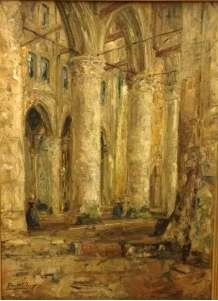
Église à Veere (1913)
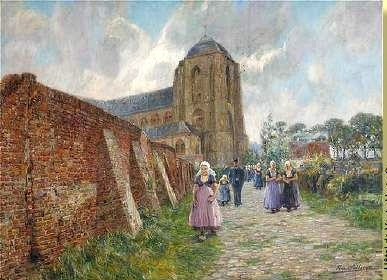
Promeneurs à Veere (1913)
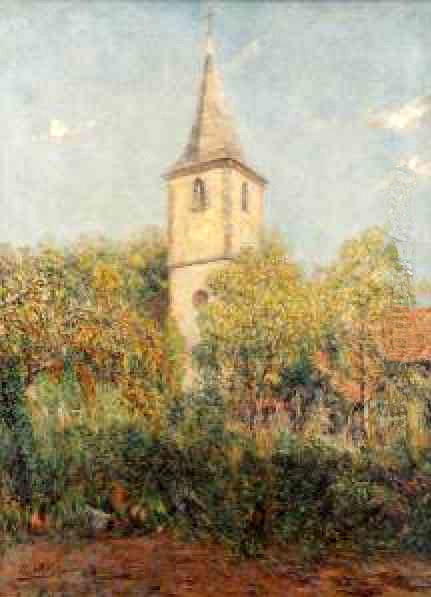
Église en été
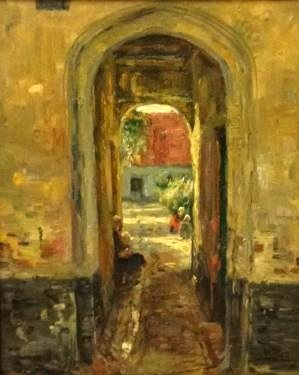
Porche à Nieuport
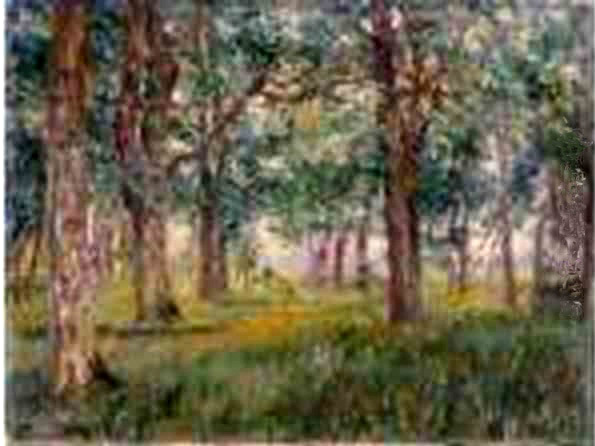
Paysage au printemps
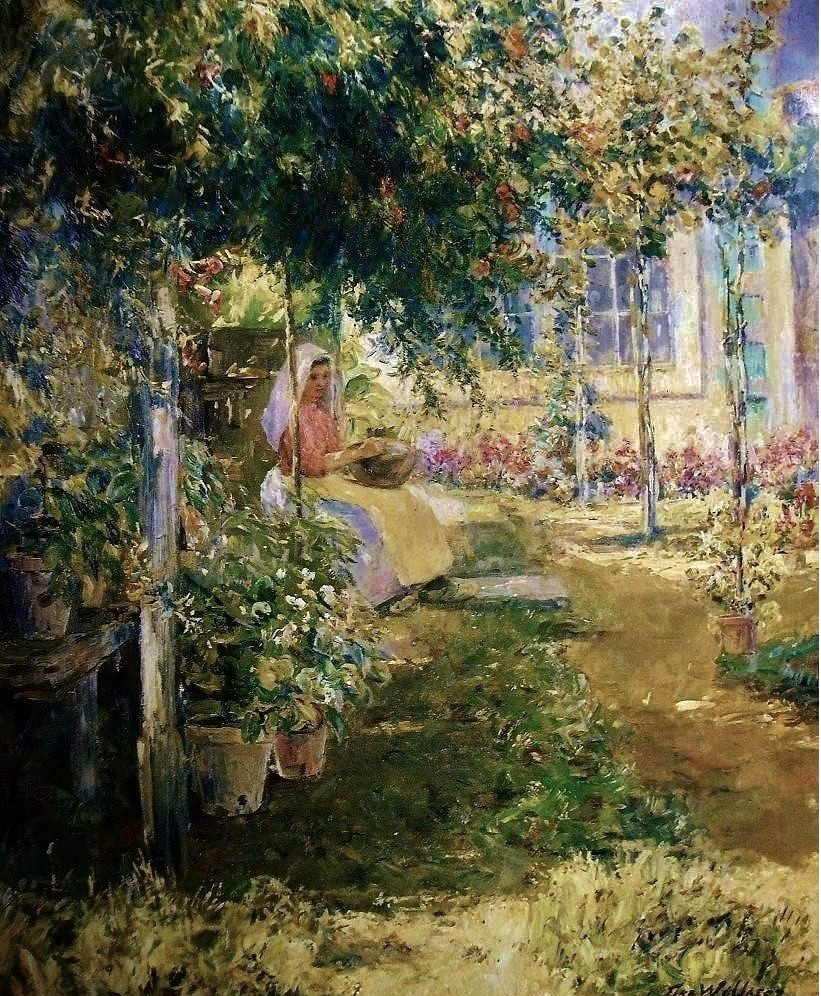
L'après-midi à Cremens (Gers)
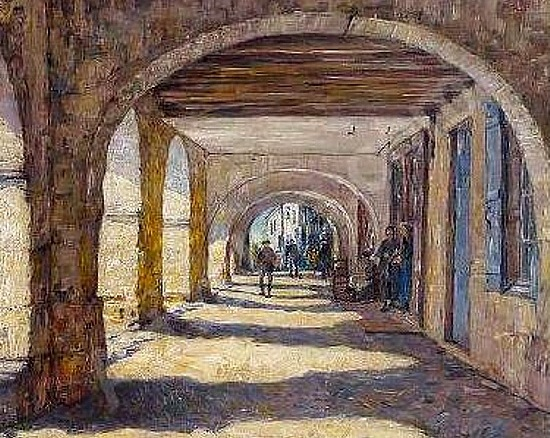
Labastide-d'Armagnac (Landes)
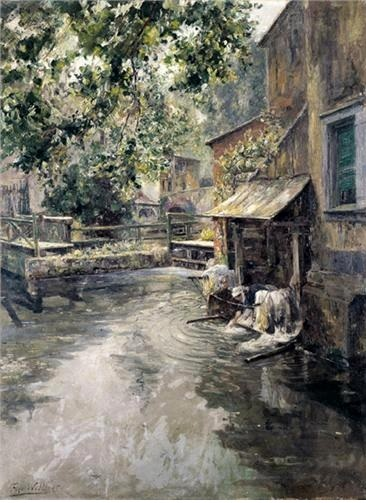
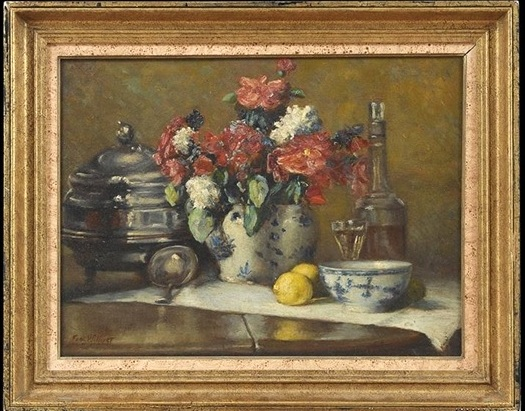